# Freddy und die Melodie der Nacht (EP)
Freddy und die Melodie der Nacht ist das zwölfte Extended-Play-Album des österreichischen Schlagersängers Freddy Quinn, das 1960 im Musiklabel Polydor (Nummer 21 088 EPH) erschien.

## Plattencover
Auf dem Plattencover ist der eine blaue Lederjacke tragende Freddy Quinn zu sehen.

## Musik
Die Lieder sind Originalaufnahmen aus dem Film Freddy und die Melodie der Nacht mit Freddy Quinn in der Hauptrolle. Alle vier Lieder wurden von Lotar Olias geschrieben, bei Melodie der Nacht waren Aldo von Pinelli und Günter Loose beteiligt und bei Irgendwann gibt’s ein Wiedersehn Günter Loose. Als Orchester war das Orchester Heinz Alisch und als Begleitmusiker die Cornels und die Sunnies tätig.
Melodie Der Nacht / Irgendwann gibt’s ein Wiedersehn wurde im 1960 als Single veröffentlicht und kam in den deutschen Charts bis auf Platz vier und war acht Wochen in den Charts. Die niederländische Version konnte sich nicht in den Charts platzieren.

## Titelliste
Das Album beinhaltet folgende vier Titel:
- Seite 1

1. Melodie der Nacht
2. Heißer Asphalt (Instrumentalmusik)

- Seite 2

1. Irgendwann gibt’s ein Wiedersehn
2. Sympathie (Instrumentalmusik)